# Чемпіонат УРСР з легкої атлетики 1980
Чемпіонат УРСР з легкої атлетики 1980 був проведений з 31 серпня по 6 серпня у Дніпропетровську на стадіоні «Метеор».
Республіканські чемпіонати з інших дисциплін легкої атлетики були проведені окремо.

## Призери основного чемпіонату

### Чоловіки
| Дисципліни                | Золото                                                                | Золото   | Срібло                        | Срібло | Бронза                        | Бронза |
| ------------------------- | --------------------------------------------------------------------- | -------- | ----------------------------- | ------ | ----------------------------- | ------ |
| 100 метрів                | Володимир Бронников Одеська обл.                                      | 10,4     | Віталій Цехович Київ          |        | Сергій Голіус Харківська обл. |        |
| 200 метрів                | Володимир Бронников Одеська обл.                                      | 21,4     | Сергій Голіус Харківська обл. |        | Віталій Цехович Київ          |        |
| 400 метрів                |                                                                       |          |                               |        |                               |        |
| 800 метрів                | Валерій Лісков Харківська обл.                                        | 1.48,6   |                               |        |                               |        |
| 1500 метрів               | Володимир Білецький Харківська обл.                                   | 3.47,2   |                               |        |                               |        |
| 5000 метрів               |                                                                       |          |                               |        |                               |        |
| 10000 метрів              |                                                                       |          |                               |        |                               |        |
| 110 метрів з бар'єрами    |                                                                       |          |                               |        |                               |        |
| 400 метрів з бар'єрами    | Микола Васильєв Київ                                                  | 50,6     | Олександр Чешко Київ          | 50,8   |                               |        |
| 3000 метрів з перешкодами | Віктор Карпенко Харківська обл.                                       | 8.39,8   |                               |        |                               |        |
| 4×100 метрів              | Харківська обл.                                                       |          |                               |        |                               |        |
| 4×200 метрів              | Харківська обл.                                                       |          |                               |        |                               |        |
| 4×400 метрів              | КиївМикола Васильєв Олександр Чешко Валерій Сташук Володимир Білоконь | 3.14,3   |                               |        |                               |        |
| 4×800 метрів              | Харківська обл.                                                       |          |                               |        |                               |        |
| Стрибки у висоту          |                                                                       |          |                               |        |                               |        |
| Стрибки з жердиною        |                                                                       |          |                               |        |                               |        |
| Стрибки в довжину         |                                                                       |          |                               |        |                               |        |
| Потрійний стрибок         | Олександр Костриков Львівська обл.                                    | 16,41    |                               |        |                               |        |
| Штовхання ядра            | Анатолій Ярош Ворошиловградська обл.                                  | 20,22    |                               |        |                               |        |
| Метання диска             | Володимир Зінченко Запорізька обл.                                    | 60,14 NR |                               |        |                               |        |
| Метання молота            | Олександр Гурмаженко Ворошиловградська обл.                           | 74,26    |                               |        |                               |        |
| Метання списа             |                                                                       |          |                               |        |                               |        |

### Жінки
| Дисципліна             | Золото                                   | Золото | Срібло                        | Срібло | Бронза | Бронза |
| ---------------------- | ---------------------------------------- | ------ | ----------------------------- | ------ | ------ | ------ |
| 100 метрів             | Ірина Корицька Донецька обл.             | 11,6   |                               |        |        |        |
| 200 метрів             | Тетяна Пророченко Запорізька обл.        | 23,8   |                               |        |        |        |
| 400 метрів             | Надія Барська Житомирська обл.           | 53,3   |                               |        |        |        |
| 800 метрів             | Любов Смолка Київ                        | 1.59,3 |                               |        |        |        |
| 1500 метрів            | Любов Смолка Київ                        | 4.06,3 |                               |        |        |        |
| 3000 метрів            | Любов Смолка Київ                        | 8.59,3 | Марія Клюкіна Запорізька обл. |        |        |        |
| 100 метрів з бар'єрами | Тетяна Малюванець Ворошиловградська обл. | 13,2   |                               |        |        |        |
| 400 метрів з бар'єрами |                                          |        |                               |        |        |        |
| 4×100 метрів           | Запорізька обл.??? Тетяна Пророченко     |        |                               |        |        |        |
| 4×200 метрів           | Дніпропетровська обл.                    |        |                               |        |        |        |
| 4×400 метрів           | Харківська обл.                          |        |                               |        |        |        |
| 4×100 метрів           | Харківська обл.                          |        |                               |        |        |        |
| Стрибки у висоту       |                                          |        |                               |        |        |        |
| Стрибки в довжину      | Олена Яцук Донецька обл.                 | 6,31   |                               |        |        |        |
| Штовхання ядра         | Нуну Абашидзе Одеська обл.               | 20,84  |                               |        |        |        |
| Метання диска          |                                          |        |                               |        |        |        |
| Метання списа          |                                          |        |                               |        |        |        |

## Інші чемпіонати
- Зимовий чемпіонат УРСР з метань був проведений у 27 січня в Ялті на стадіоні «Авангард».
- Чемпіонат УРСР з кросу був проведений 2 березня в Євпаторії.
- Чемпіонат УРСР з легкоатлетичних багатоборств був проведений 28-30 травня в Донецьку на стадіоні «Локомотив».
- Чемпіонат УРСР з марафонського бігу був проведений 5 жовтня в Ужгороді на трасі, прокладеній Чопським шосе зі стартом та фінішем на стадіоні «Авангард». Вперше в історії Ужгородського марафону у змаганнях брали участь жінки, проте за регламентом змагань чемпіон УРСР визначався тільки серед чоловіків.

### Чоловіки
| Дисципліни               | Золото                             | Золото    | Срібло                         | Срібло    | Бронза                             | Бронза    |
| ------------------------ | ---------------------------------- | --------- | ------------------------------ | --------- | ---------------------------------- | --------- |
| Метання диска (зимовий)  |                                    |           |                                |           |                                    |           |
| Метання молота (зимовий) | Сергій Іщенко Львівська обл.       |           |                                |           | Сергій Фогель Київ                 |           |
| Метання списа (зимовий)  | Василь Єршов Запорізька обл.       | 80,80     |                                |           |                                    |           |
| Крос                     |                                    |           |                                |           |                                    |           |
| Десятиборство            | Володимир Кучменко Харківська обл. | 7762      | Ігор Колованов Харківська обл. | 7684      | Петро Климов Дніпропетровська обл. | 7643      |
| Марафон                  | Микола Вакар Львівська обл.        | 2:14.58,0 | Олександр Поляничко Київ       | 2:16.06,0 | Михайло Шевцов ???                 | 2:16.16,0 |

### Жінки
| Дисципліни              | Золото                           | Золото | Срібло                                    | Срібло | Бронза                                | Бронза |
| ----------------------- | -------------------------------- | ------ | ----------------------------------------- | ------ | ------------------------------------- | ------ |
| Метання диска (зимовий) | Світлана Мотузенко Київська обл. | 61,74  |                                           |        |                                       |        |
| Метання списа (зимовий) | Любов Хусаїнова Харківська обл.  |        |                                           |        |                                       |        |
| Крос                    |                                  |        |                                           |        |                                       |        |
| П'ятиборство            | Надія Ткаченко Донецька обл.     | 4880   | Людмила Паламаренко Дніпропетровська обл. | 4509   | Наталія Грачова Дніпропетровська обл. | 4404   |